# Challenger Concepción 2024 - Doppio
Il doppio del torneo di tennis professionistico Challenger Concepción 2024, facente parte della categoria Challenger 50 nell'ambito dell'ATP Challenger Tour 2024, si è giocato dal 22 al 28 aprile a Concepción, in Cile. Tra le coppie partecipanti erano assenti Guido Andreozzi e Guillermo Durán, i detentori del titolo.
In finale Seita Watanabe e Takeru Yuzuki hanno sconfitto Patrick Harper e David Stevenson con il punteggio di 6–4, 7–6(6).

## Teste di serie
1. Luís Britto /  Gonzalo Villanueva (quarti di finale)
2. Pedro Boscardin Dias /  Álvaro Guillén Meza (primo turno)

1. Ignacio Carou /  Hernán Casanova (primo turno)
2. Franco Roncadelli /  Stefanos Sakellaridis (quarti di finale)

## Wildcard
1. Ignacio Becerra /  Daniel Antonio Núñez (primo turno)

1. Javier Guzmán /  José Luis Zenteno (primo turno)

## Alternate
1. Franco Ribero /  Juan Bautista Torres (primo turno)

## Tabellone

### Legenda
| - Q = Qualificato - WC = Wild card - LL = Lucky loser | - ALT = Alternate - SE = Special Exempt - PR = Protected Ranking | - w/o = Walkover - r = Ritirato - d = Squalificato |

|  | Primo turno | Primo turno                     | Primo turno                     | Primo turno | Primo turno |  |  | Quarti di finale | Quarti di finale            | Quarti di finale            | Quarti di finale       | Quarti di finale |   |     | Semifinali | Semifinali                   | Semifinali                   | Semifinali                     | Semifinali                     |   |   | Finale | Finale | Finale | Finale | Finale |  |
|  |             |                                 |                                 |             |             |  |  |                  |                             |                             |                        |                  |   |     |            |                              |                              |                                |                                |   |   |        |        |        |        |        |  |
|  | 1           | L Britto G Villanueva           | L Britto G Villanueva           | 6           |             |  |  |                  |                             |                             |                        |                  |   |     |            |                              |                              |                                |                                |   |   |        |        |        |        |        |  |
|  |             | J Pereira K Uchida              | J Pereira K Uchida              | 0           | r           |  |  | 1                | L Britto G Villanueva       | 7                           | 3                      | [4]              |   |     |            |                              |                              |                                |                                |   |   |        |        |        |        |        |  |
|  |             | S Watanabe T Yuzuki             | S Watanabe T Yuzuki             | 6           | 6           |  |  |                  | S Watanabe T Yuzuki         | 64                          | 6                      | [10]             |   |     |            |                              |                              |                                |                                |   |   |        |        |        |        |        |  |
|  | Alt         | F Ribero JB Torres              | F Ribero JB Torres              | 4           | 3           |  |  |                  |                             |                             |                        |                  |   |     |            | S Watanabe T Yuzuki          | 6                            | 5                              | [11]                           |   |   |        |        |        |        |        |  |
|  | 3           | I Carou H Casanova              | I Carou H Casanova              | 2           | 0           |  |  |                  |                             |                             | R Cid Subervi E Kırkın | 3                | 7 | [9] |            |                              |                              |                                |                                |   |   |        |        |        |        |        |  |
|  |             | R Cid Subervi E Kırkın          | R Cid Subervi E Kırkın          | 6           | 6           |  |  |                  | R Cid Subervi E Kırkın      | R Cid Subervi E Kırkın      | 6                      | 6                |   |     |            |                              |                              |                                |                                |   |   |        |        |        |        |        |  |
|  |             | D Dutra da Silva W Leite        | 6                               | 4           | [10]        |  |  |                  | D Dutra da Silva W Leite    | D Dutra da Silva W Leite    | 2                      | 0                |   |     |            |                              |                              |                                |                                |   |   |        |        |        |        |        |  |
|  |             | L Aboian V Aboian               | 1                               | 6           | [8]         |  |  |                  |                             |                             |                        |                  |   |     |            | Seita Watanabe Takeru Yuzuki | Seita Watanabe Takeru Yuzuki | 6                              | 78                             |   |   |        |        |        |        |        |  |
|  |             | P Harper D Stevenson            | P Harper D Stevenson            | 6           | 6           |  |  |                  |                             |                             |                        |                  |   |     |            |                              |                              | Patrick Harper David Stevenson | Patrick Harper David Stevenson | 4 | 6 |        |        |        |        |        |  |
|  | WC          | I Becerra DA Núñez              | I Becerra DA Núñez              | 4           | 3           |  |  |                  | P Harper D Stevenson        | P Harper D Stevenson        | 6                      | 6                |   |     |            |                              |                              |                                |                                |   |   |        |        |        |        |        |  |
|  |             | F Mena M Soto                   | 1                               | 6           | [3]         |  |  | 4                | F Roncadelli S Sakellaridis | F Roncadelli S Sakellaridis | 3                      | 4                |   |     |            |                              |                              |                                |                                |   |   |        |        |        |        |        |  |
|  | 4           | F Roncadelli S Sakellaridis     | 6                               | 3           | [10]        |  |  |                  |                             |                             |                        |                  |   |     |            | P Harper D Stevenson         | 6                            | 0                              |                                |   |   |        |        |        |        |        |  |
|  |             | G Bueno T Farjat                | G Bueno T Farjat                | 6           | 6           |  |  |                  |                             |                             | G Bueno T Farjat       | 3                | 0 | r   |            |                              |                              |                                |                                |   |   |        |        |        |        |        |  |
|  | WC          | J Guzmán JL Zenteno             | J Guzmán JL Zenteno             | 1           | 3           |  |  |                  | G Bueno T Farjat            | G Bueno T Farjat            | 6                      | 7                |   |     |            |                              |                              |                                |                                |   |   |        |        |        |        |        |  |
|  |             | R Stepanov A Urrea              | R Stepanov A Urrea              | 6           | 6           |  |  |                  | R Stepanov A Urrea          | R Stepanov A Urrea          | 4                      | 5                |   |     |            |                              |                              |                                |                                |   |   |        |        |        |        |        |  |
|  | 2           | P Boscardin Dias Á Guillén Meza | P Boscardin Dias Á Guillén Meza | 2           | 3           |  |  |                  |                             |                             |                        |                  |   |     |            |                              |                              |                                |                                |   |   |        |        |        |        |        |  |